# Eublemma minuta
Eublemma minuta là một loài bướm đêm trong họ Erebidae.